# Ju No Michi
 (novembre 2016).
Si vous disposez d'ouvrages ou d'articles de référence ou si vous connaissez des sites web de qualité traitant du thème abordé ici, merci de compléter l'article en donnant les références utiles à sa vérifiabilité et en les liant à la section « Notes et références ».
Le ju no michi est un art martial européen d'influence japonaise dont la forme de pratique vise à conserver les principes d'origine du judo, notamment la mobilité, l'esquive et la non-résistance, tant dans les formes de projection que dans les techniques de contrôle au sol (immobilisations, luxations et étranglements). Il a été développé et diffusé en France par M. Igor Correa Luna, dès les années 1970 selon un idéal : l'utilisation de la force de l'adversaire.

## Histoire
Contrairement à l’idée reçue que le judo a évolué vers une forme plus dure et plus rugueuse, le judoka Sakujiro Yokoyama (en) situe la pratique régulière de cet art martial à l’époque même de sa création :
« Ces combats étaient extrêmement violents et ont fréquemment coûté leur vie aux participants. Ainsi, à chaque fois que j’allais participer à n'importe laquelle de ces rencontres, j'ai immanquablement donné l’adieu à mes parents, puisque je n'avais jamais aucune assurance de les revoir. »
Le premier règlement du judo, rédigé par Jigoro Kano en 1905, illustre l’état de « sacrifice » dans lequel se trouvaient les judokas de cette époque. Son article 9 spécifie : « qu’il est en outre convenu que le judoka n'assume aucune responsabilité d'aucun dommage provoqué par n'importe quel acte ou chose faite pendant le combat, et qu’il sera libéré de toute responsabilité des mauvais effets ou dommages qui peuvent être reçus pendant le combat. »
Les évolutions et modifications successives du règlement ont permis une pratique plus sereine et conviviale du judo. [réf. nécessaire]
Selon les adeptes du Ju No Michi, ce sont ces adoucissements de règles de combat qui ont dénaturé le judo. En effet, faire d’un art martial une activité sportive tend à en modifier son sens profond. Et c’est cette orientation qui a provoqué un radical changement de but. [réf. nécessaire]
Cette évolution du judo a fait réagir certains pratiquants, à commencer par son créateur, Me Kano. En effet, peu avant sa mort, il émet l'opinion que les rencontres sportives de judo n’avaient pas dans le dessein de promouvoir son art martial comme il l’avait originellement créé. En quelque sorte, son œuvre avait grandi par sa popularisation, et avait totalement échappé à son contrôle.[réf. nécessaire]
Ce constat est ressenti[Par qui ?] comme une transgression des volontés de Kano, et dans cette optique, plusieurs pratiquants ont donc décidé de se « réapproprier » la pratique du judo, pour lui conférer un esprit propre à la volonté de son fondateur : « Meilleure utilisation du corps et de l’esprit » et « Aide et prospérité mutuelle ».[réf. nécessaire]

## Description
Le Ju no Michi désire donc conserver l’esprit d’origine de cet art martial, notamment la mobilité, l'esquive et la non-résistance et se démarque fondamentalement du judo en tant que sport, même s’il existe une forme de compétition propre à sa pratique.
À l’origine, le Ju no Michi est né pour des raisons bien précises : il ne souhaitait pas suivre le judo dans son évolution, à cause de sa forme principalement compétitive, qui contribuait à en faire une lutte d’opposition vide de son sens fondamental. Les premiers adhérents sont des clubs français. Le directeur technique, Maître Igor Correa Luna, a développé l’aspect propre à cette forme de judo. Différentes autres organisations, en rupture avec le judo officiel, ont vu le jour dans le monde, dont la Kano society (Grande-Bretagne), le Zen Judo(Grande-Bretagne et États-Unis), le Yudo (Corée) ou le Judo-do (Autriche, 1947, aujourd'hui éteint).
Le terme ju no michi (柔の道) est composé de deux  kanji et un hiragana signifiant « Voie de la souplesse » :
- Ju : Souplesse
- No : De
- Michi : Voie

Ce terme est sensiblement identique au terme Judo à cela près qu'il place l'emphase sur la voie et non sur la souplesse.
Mais c'est principalement pour différencier les deux formes de pratique et éviter toute confusion que le ju no michi a été développé. En effet, bien qu'il partage les techniques avec le judo de compétition actuel, il veille particulièrement à appliquer des principes d'origine du judo, tels que la mobilité, l'esquive et la non-résistance, qui sont rarement respectés dans le judo de compétition[réf. nécessaire]. Ainsi, la pratique du Ju No Michi met en œuvre un des principes énoncés par Maître Jigoro Kano, soit : « Efficacité maximum dans l'usage de l'esprit et du corps, avec un minimum d'effort ». La force physique et l'âge du pratiquant ne sont plus des critères déterminants pour l'efficacité des techniques.
Aujourd’hui, les activités du Ju no Michi se déroulent régulièrement dans différents pays d’Europe.